# Saint-André-le-Puy
Saint-André-le-Puy este o comună în departamentul Loire din sud-estul Franței. În 2009 avea o populație de 1.256 de locuitori.

## Evoluția populației
| An        | 1975 | 1982  | 1990  | 1999  | 2006  | 2009  |
| --------- | ---- | ----- | ----- | ----- | ----- | ----- |
| Populație | 662  | 1.002 | 1.151 | 1.182 | 1.189 | 1.256 |